# Drymonia stenophylla
Drymonia stenophylla là một loài thực vật có hoa trong họ Tai voi. Loài này được (Donn.Sm.) H.E.Moore mô tả khoa học đầu tiên năm 1955.